# Лепки
Лепки — папуасский неклассифицированный тональный язык, на котором говорят на западе острова Новая Гвинея (округ Джаявиджая, участок Окбибаб, вблизи реки Согбер, севернее города Апмисибил), ареал — вблизи языков мурким и кембра. Также используются лубанские языки (бангубангу, бинджи, зела, каньок, каонде, кебве, кете, луба-касай, луба-катанга, нкоя, санга (луба-санга), сонге, хемба, язи) и кетенгбан. Язык используется в быту, в религии и в торговле.